# Karel Martel

Karel Martel (lat. Carolus Martellus; francosko Charles Martel), frankovski majordom, * 23. avgust 686, Herstal, sedanja Belgija, † 22. oktober 741, Quierzy, Francija.
Karel Martel je bil nezakonski sin Pipina Srednjega in njegove priležnice ali morda druge žene Alpaide. Bil je oče Pipina Malega. Kot majordom je vladal Frankom v imenu kraljevskega naslova, se razglasil za vojvodo in bil dejanski vladar Frankovskega kraljestva. Svojo vladavino je razširil na vsa štiri frankovska kraljestva: Avstrazijo, Nevstrijo in Burgundijo in Akvitanijo. Najbolj je poznan po zmagi nad Mavri v bitki pri Toursu oziroma pri Poitiersu (732), s katero si je prislužil vzdevek Martel (kladivo) in s katero se je prenehalo muslimansko prodiranje v zahodno Evropo. Bil je sijajen vojskovodja in velja za prednika uvajanja težke konjenice, viteštva, za ustanovitelja Karolinškega cesarstva, imenovanega po njem, in pobudnika fevdalnega sistema, ki je zavladal Evropi v srednjem veku. 